# Flatey, Skjálfandi

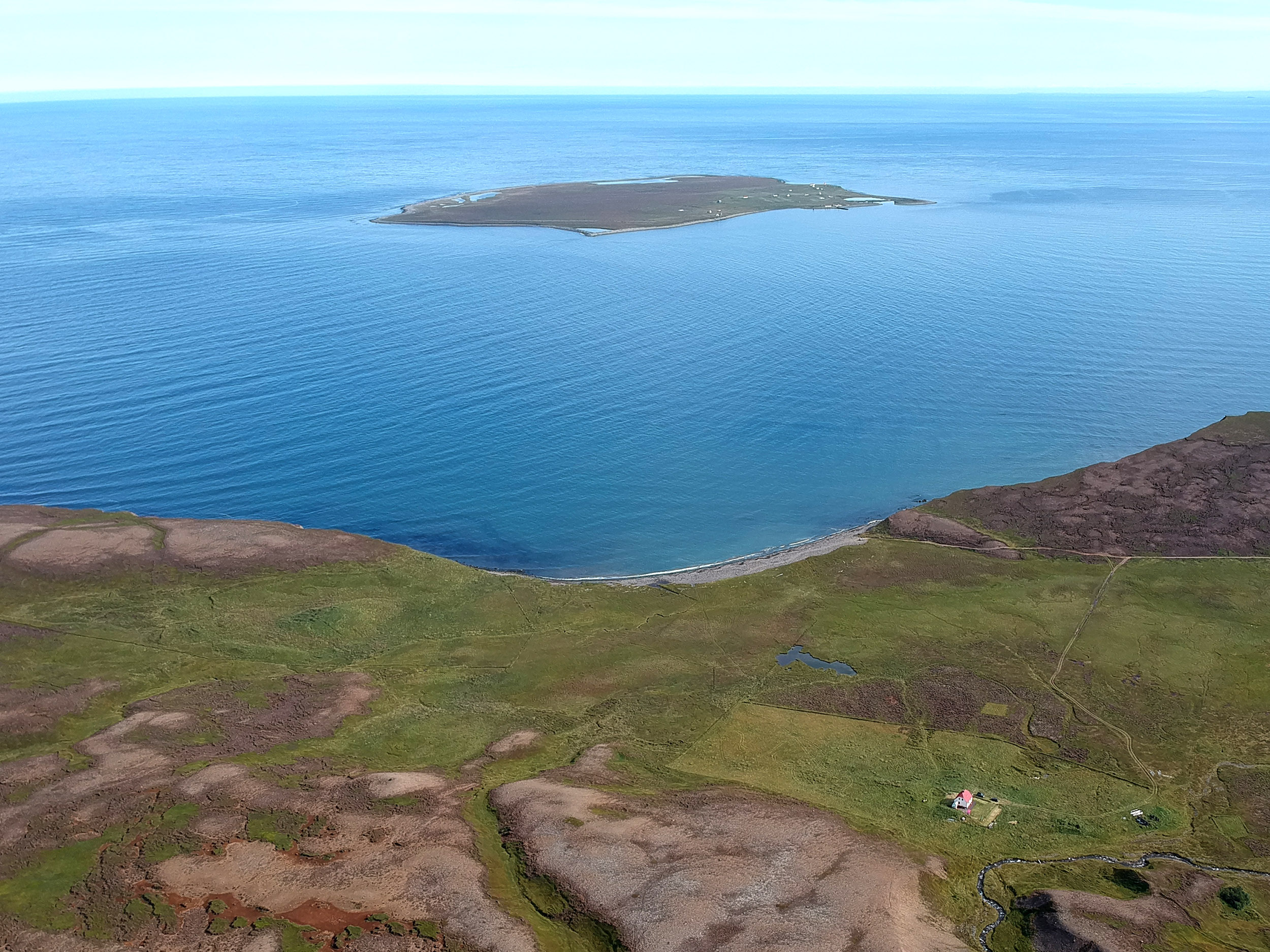
Flatey visto da terra

Flatey é uma ilha na baía de Skjálfandi localizada a cerca de 8,7 quilômetros (4,7 nmi)  de Húsavík, no norte da Islândia. Seu nome em islandês significa "ilha plana"; seu ponto mais alto fica apenas 22 metros (72 pé) acima do nível médio do mar. Ela tem 2,5 quilômetros (1,6 mi) de comprimento e 1,7 quilômetros (1,1 mi) de largura. É a quinta maior ilha ao redor da Islândia. A costa de Flateyjardalur e o vale Flateyjardalsheiði têm o nome de Flatey.[carece de fontes?]